# دایزل
دایزل (به هلندی: Duizel) یک منطقهٔ مسکونی در هلند است که در ایرسل واقع شده‌است. دایزل ۱٫۹۱۴ نفر جمعیت دارد.